# Wita Akimowa
Wita Władisławowna Akimowa (ros. Вита Владиславовна Акимова; ur. 16 lipca 2002 w Surgucie) – rosyjska siatkarka, grająca na pozycji atakującej, reprezentantka Rosji kadetek i juniorek. 
Pochodzi z miasta Nojabr´sk.
Jej zasięg w ataku wynosi 325 cm a w bloku 310 cm.

## Sukcesy klubowe
Superpuchar Rosji:
- 2020[9]

Puchar Rosji:
- 2020[10]

Mistrzostwo Francji:
- 2023[11]

Puchar Challenge:
- 2024[12]

Puchar CEV:
- 2025[13]

## Sukcesy reprezentacyjne
Mistrzostwa Europy U-16:
- 2017

Mistrzostwa Europy Kadetek:
- 2018[14]

Olimpijski Festiwal Młodzieży Europy:
- 2019

Mistrzostwa Świata Kadetek:
- 7. miejsce 2019

Mistrzostwa Świata Juniorek:
- 2021[15]

## Nagrody indywidualne
- 2021: Najlepsza atakująca Mistrzostw Świata Juniorek[16]
- 2024: MVP finału Pucharu Challenge

## Punkty zdobyte w meczachLigi Mistrzyń 2022/2023
| Przeciwnik                      | Wynik        | Punkty       |
| Faza grupowa                    | Faza grupowa | Faza grupowa |
| ------------------------------- | ------------ | ------------ |
| CS Volei Alba Blaj              | 3:2          | 43 pkt       |
| Prometej Kamieńskie             | 2:3          | 26 pkt       |
| Vero Volley Monza               | 3:2          | 26 pkt       |
| Prometej Kamieńskie             | 3:0          | 25 pkt       |
| CS Volei Alba Blaj              | 3:1          | 32 pkt       |
| Vero Volley Monza               | 2:3          | 21 pkt       |
| Runda play-off                  |              |              |
| Developres Bella Dolina Rzeszów | 3:0          | 14 pkt       |
| Developres Bella Dolina Rzeszów |              |              |